# Glosas de Reichenau
El Glosarium biblicum codicis augiensis LVIII, conocido bajo el nombre de Glosas de Reichenau, es uno de los glosarios medievales más importantes para el conocimiento del latín del siglo VIII. Constituye, además, un señalador de tendencias románicas, sobre todo del idioma francés.
El nombre de Agiensis proviene de Augia Magna o Augia Dives, nombre latino de Reichenau, isla del Lago de Constanza (Bodensee, en alemán).
El manuscrito más antiguo data del siglo VIII y fue redactado en el Monasterio de Corbie (Corbia), en Picardía, norte de Francia; sin embargo, solo se conserva una copia de segundo grado en la Biblioteca de Karlsruhe, Alemania. El texto estuvo guardado largo tiempo en la abadía benedictina de Reichenau, la cual fue fundada por san Fermín en 724 y se convirtió, durante la época carolingia, en un importante centro de cultura, como tantos otros monasterios benedictinos.
Las Glosas de Reichenau fueron descubiertas por A. Hotzmann en 1863 y publicadas por Friedrich Diez en 1865.

## División del glosario
Las Glosas de Reichenau son unas 5000 anotaciones a los márgenes (glosas) que figuran en un manuscrito del siglo VIII, las cuales pretenden aclarar, mediante perífrasis o palabras más habituales, las expresiones de la Biblia Vulgata que en el siglo VIII ya eran ininteligibles para los monjes que habían de leerla.
El glosario posee una clara división bipartita:
- Glossarium Biblicum: Es la parte más antigua y glosa 3152 formas léxicas de la Vulgata a partir del Génesis. Esta sección se extiende hasta la mitad del segundo libro de los Macabeos. Luego salta de repente a los evangelios y los Hechos de los apóstoles, para regresar al punto de interrupción en los Macabeos y continuar con los libros de Daniel, Jonás, Jeremías y los Salmos, con los cuales concluye.
- Glossarium Alphabeticum: La segunda parte, más reciente, expone en orden alfabético palabras y expresiones bíblicas; además, presenta vidas de santos y otros escritos mediante un lenguaje cotidiano, pero culto.